# Holding Back the Years
Holding Back the Years é a sétima faixa do álbum de estreia do Simply Red chamado Picture Book.
O líder da banda, Mick Hucknall, escreveu a canção quando tinha dezessete anos e vivia em casa do seu pai. O refrão não lhe ocorreu até vários anos depois. A sua mãe abandonou a família quando ele tinha apenas três anos; os sentimentos causados por este evento inspiraram-no para escrever a música. A música foi co-composta por Neil Moss, que foi também membro da banda Frantic Elevators.
Ele gravou uma versão desta música com o seu primeiro grupo Frantic Elevators em 1982 mas o verdadeiro sucesso veio quando a versão dos Simply Red foi lançada em 1985. Em 2005, uma versão nova e acústica foi lançada no álbum Simplified, e esta versão teve grande apoio na rádio smooth jazz.
Em 1986 a canção foi incluída na trilha sonora internacional da novela "Roda de Fogo" de Lauro César Muniz, exibida pela TV Globo.